# João Cancelo
João Pedro Cavaco Cancelo (* 27. Mai 1994 in Barreiro) ist ein portugiesischer Fußballspieler. Der Außenverteidiger steht bei al-Hilal unter Vertrag.

## Karriere

### Vereine
João Cancelo begann beim FC Barreirense mit dem Fußballspielen. 2008 wechselte er in die Jugendabteilung von Benfica Lissabon und rückte 2014 aus der zweiten Mannschaft in die erste auf. Er debütierte am 10. Mai 2014 (30. Spieltag) für Benfica Lissabon in der Primeira Liga bei der 1:2-Niederlage im Auswärtsspiel gegen den FC Porto.
Am 20. August 2014 wechselte er auf Leihbasis bis zum Ende der Saison 2014/15 in die spanische Primera División zum FC Valencia. Nach zehn Punktspielen wurde er dauerhaft verpflichtet und mit einem bis zum 30. Juni 2021 gültigen Vertrag ausgestattet. Nachdem er in seinem ersten Jahr in Valencia nur sporadisch zum Einsatz gekommen war, konnte er sich zu Beginn der Saison 2015/16 einen Stammplatz als rechter Außenverteidiger erkämpfen. In seinem ersten Champions-League-Spiel am 16. September 2015 konnte er direkt, bei einer 2:3-Niederlage Valencias, sein erstes Tor in diesem Wettbewerb erzielen.
Am 22. August 2017 wechselte er bis zum Ende der Saison 2017/18 auf Leihbasis in die italienische Serie A zu Inter Mailand. Bei Inter kam er 26 Mal in der Serie A zum Einsatz und erzielte einen Treffer.
Zur Saison 2018/19 kehrte er nicht mehr nach Valencia zurück, sondern wechselte innerhalb der Liga für eine Ablösesumme in Höhe von 40,4 Millionen Euro zum amtierenden Meister Juventus Turin, bei dem er einen Vertrag mit einer Laufzeit bis zum 30. Juni 2023 erhielt.
Anfang August 2019 wechselte Cancelo für 65 Millionen Euro in die Premier League zu Manchester City; im Gegenzug wechselte Danilo für 37 Millionen Euro zu Juventus. Cancelo unterschrieb einen Vertrag mit einer Laufzeit bis zum 30. Juni 2025.
Ende Januar 2023 wechselte Cancelo am letzten Tag der Transferperiode bis zum Ende der Saison 2022/23 auf Leihbasis in die Bundesliga zum FC Bayern München. Unter Julian Nagelsmann und dessen Nachfolger Thomas Tuchel konnte er sich nicht nachhaltig durchsetzen. Cancelo trug 15 Einsätze und ein Tor zum Gewinn der deutschen Meisterschaft bei, wobei er 11-mal in der Startelf stand. In der Champions League kam er im Achtel- und Viertelfinale, in dem der FC Bayern an Manchester City scheiterte, jeweils in beiden Spielen zum Einsatz, stand aber nur 2-mal in der Startelf.
Im Sommer 2023 kehrte Cancelo zu Manchester City zurück, das während seiner Abwesenheit das Triple aus Meisterschaft, Pokal- und Champions-League-Sieg gewonnen hatte. Unter Pep Guardiola spielte er allerdings keine Rolle mehr und kam bei den ersten Pflichtspielen, somit auch beim Gewinn des UEFA Super Cups, nicht zum Einsatz. Am letzten Tag der Transferperiode, am 1. September 2023, wurde er bis zum Saisonende 2023/24 an den spanischen Erstligisten FC Barcelona verliehen; eine Kaufoption besteht nicht.
Zum Ende der Transferperiode vor der Saison 2024/25 wechselte er für eine Ablöse von 25 Mio. Euro zum saudi-arabischen Erstligisten al-Hilal.

### Nationalmannschaft
2010 wurde er erstmals Nationalspieler, als er in die U16-Nationalmannschaft berufen wurde, für die er sechs Länderspiele bestritt. Nachdem er auch für die Altersklasse U17 und U18 Spiele bestritten hatte, wurde er während der U19-Europameisterschaft 2013 in allen vier Gruppenspielen eingesetzt. Von 2015 bis 2017 bestritt er elf Länderspiele für die U21-Nationalmannschaft. Bei seinem Debüt für die A-Nationalmannschaft am 1. September 2016 beim 5:0-Sieg im Testspiel gegen die Nationalmannschaft Gibraltars erzielte er mit dem Treffer zum 3:0 in der 73. Minute sogleich sein erstes Tor.

## Titel und Auszeichnungen

### Vereine
Portugal
- Meister: 2014
- Ligapokalsieger: 2014

Italien
- Meister: 2019
- Supercupsieger: 2018

England
- Meister (3): 2021, 2022, 2023
- Ligapokalsieger (2): 2020, 2021

Deutschland
- Meister: 2023

### Nationalmannschaft
- UEFA-Nations-League-Sieger (2): 2019, 2025

### Auszeichnungen
- Nominierung für den Ballon d’Or: 2022 (25. Platz)
- Team des Jahres der Serie A: 2018, 2019